# Massacration
Masacration es una banda brasileña de heavy metal, creada en el programa de humor Hermes e Renato que transmite el canal MTV Brasil. Como ellos dicen, son los Padres del Metal, siendo "copiados" por grupos como Iron Maiden o Led Zeppelin. En el 2005, lanzaron su primer CD, Gates Of Metal Fried Chicken Of Death, y en el 2009 su segundo CD Good Blood Headbangers.

## Integrantes

### Actuales
- Detonator (vocalista)
- Blondie Hammet (guitarra)
- Headmaster (guitarra)
- Metal Avenger (bajo)
- Jimmy "The Hammer" (batería)
- Gil Brother Away (segundo vocalista)

### Otros integrantes
- El Covero
- Straupelator

## Discografía

### Gates Of Metal Fried Chicken Of Death (2005)
1. Intro audio (enlace roto disponible en Internet Archive; véase el historial, la primera versión y la última).
2. Metal Is The Law audio (enlace roto disponible en Internet Archive; véase el historial, la primera versión y la última).
3. Evil Papagali audio (enlace roto disponible en Internet Archive; véase el historial, la primera versión y la última).
4. Metal Massacre Attack (Aruê Aruô) audio (enlace roto disponible en Internet Archive; véase el historial, la primera versión y la última).
5. Feel The Fire From Barbecue audio (enlace roto disponible en Internet Archive; véase el historial, la primera versión y la última).
6. Metal Milkshake audio (enlace roto disponible en Internet Archive; véase el historial, la primera versión y la última).
7. The God Master audio (enlace roto disponible en Internet Archive; véase el historial, la primera versión y la última).
8. Cereal Metal audio (enlace roto disponible en Internet Archive; véase el historial, la primera versión y la última).
9. Metal Dental Destruction audio (enlace roto disponible en Internet Archive; véase el historial, la primera versión y la última).
10. Lets Ride To Metal Land (The Passage Is R$1,00) audio (enlace roto disponible en Internet Archive; véase el historial, la primera versión y la última).
11. Metal Glu Glu (con Sérgio Mallandro) audio (enlace roto disponible en Internet Archive; véase el historial, la primera versión y la última).
12. Away Doom audio (enlace roto disponible en Internet Archive; véase el historial, la primera versión y la última).
13. Metal Bucetation audio (enlace roto disponible en Internet Archive; véase el historial, la primera versión y la última).
14. Bonus

### Good Blood Headbangers (2009)
1. Hammercage Hotdog Hell
2. The Mummy
3. Sufocators Of Metal
4. The Bull
5. The Fire, The Steel, The Heavy & The Money
6. The Big Heavy Metal
7. Bad Defecation (The Bost Thunder)
8. Good Blood Headbangers
9. Massacration
10. The Hymn Of Metal Land